# Hans Hansen (sølvsmed)
Hans Hansen (født 1884 i Bogense, død 1940) var en dansk sølvsmed.
Efter at være blevet udlært i 1903 åbnede han i 1906 egen sølvsmedje med butik i Kolding. Hans Hansen havde speciale i bestik og stod blandt andet bag Arvesølv-serien.
I 1932 åbnede han butik i København og i 1934 i Odense. Virksomheden eksporterede til blandt andet Tyskland og USA.
Sønnen, Karl Gustav Hansen, videreførte sølvsmedjen efter faderens død.
Hans Hansens Sølvsmedje A/S blev i 1991 opkøbt af Royal Copenhagen, der dengang ejede Georg Jensen A/S.